# Kumar Sangakkara
Kumar Sangakkara (Matale, 27 ottobre 1977) è un crickettista singalese, considerato uno dei più forti battitori.

## Biografia
Dopo gli studi a Kandy debutta come professionista nel 1997 e l'esordio in nazionale avviene tre anni dopo sia nel test cricket che in forma ODI. Nel corso della sua carriera ha giocato principalmente in patria, militando però anche nel Regno Unito (nel Warwickshire County Cricket Club) e in India. Attualmente Sagakkara ha marcato più di 12.000 runs nel test cricket ed ha superato le 14.000 in One Day International.
A livello individuale è stato inserito tra i finalisti del premio Sir Garfield Sobers Trophy nel 2012, 2013 e 2014, aggiudicandosi il premio nel 2012.